# Левченко Юрій Васильович
Ю́рій Васи́льович Ле́вченко (01.01.1987—24.03.2022) — майстер-старшина Збройних сил України, учасник російсько-української війни, що героїчно загинув під час російського вторгнення в Україну.

## Життєпис
Народився 1 січня 1987 року в с. Носачів Черкаського району Черкаської області. Проживав у Миколаєві.
Під час російського вторгнення в Україну був командиром навчального взводу, викладачем навчальної роти, школи підготовки корабельного складу навчального центру Військово-Морських Сил Збройних Сил України. Загинув 24 березня 2022 року в м.Миколаїв під час бойових дій. Похований на батьківщині, в с. Носачів.

## Нагороди
- орден «За мужність» III ступеня (2022, посмертно) — за особисту мужність і самовіддані дії, виявлені у захисті державного суверенітету та територіальної цілісності України, вірність військовій присязі .
- [3]Почесна відзнака "За оборону Миколаєва"